# Эффект Брэдли

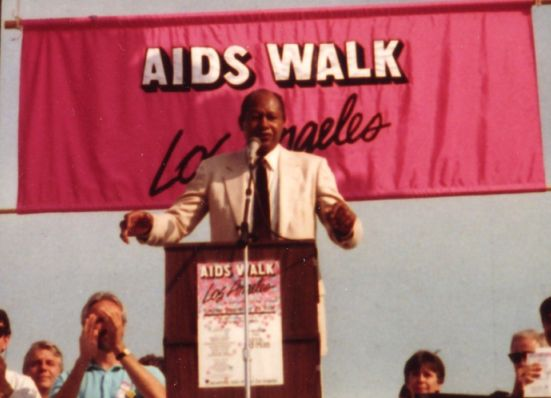
Том Брэдли

Эффект Брэдли (также именуемый эффект Вильдера, эффект Динкинса) — феномен, часто наблюдаемый в политической жизни США и других стран с непростыми межрасовыми отношениями, который выражается в проявлении политики двойных стандартов избирателями, когда в предвыборной кампании участвуют белые и небелые кандидаты.
Типичный сценарий ситуации эффекта Брэдли — выборы губернатора штата Калифорния в 1982 году. Так, до выборов по данным предвыборных опросов избирателей и даже экзит-поллов в штате с 98 % белого населения с огромным отрывом лидирует довольно популярный чернокожий кандидат Том Брэдли. После же окончательной обработки бюллетеней и подсчёта голосов внезапным лидером оказывается Джордж Докмеджян, которому прочили поражение. Таким образом, оказывается, что значительная часть избирателей просто солгала, заявив о том, что поддержит кандидата-негра, боясь прямых обвинений в расизме во время опроса, а в избирательной кабинке отдала предпочтение белым.

## Российская политика
В российской политике отмечалось похожее явление, получившее полуироничное название эффект Жириновского. Ситуация здесь обратна эффекту Брэдли, хоть и объясняется она не откровенно расистскими, а скорее личными причинами: почти на всех выборах 1990-х годов партия ЛДПР и её лидер Владимир Жириновский получают бо́льшую долю голосов, чем предсказывают опросы и экзит-поллы. Комментаторы связывали этот феномен с тем, что из-за одиозности и скандального образа Жириновского избиратели часто стесняются говорить, что будут голосовать или голосовали за него.